# Urochloa
Urochloa je biljni rod iz porodica trava. Pripada mu 101 vrsta u suptropskim i tropskim krajevima, Azije, Afrike, Amerike i Australije. Rod Brachiaria treba uključiti u Urochloa s. lat. (Kubitzki tom 13). Publikaciju s novim kombinacijama pripremaju Vorontsova et al..
U Hrvatskoj ne raste nijedna vrsta. Dlakava prosolika je iz roda Brachiaria (sinonim za Urochloa) premještena u rod Moorochloa kao Moorochloa eruciformis (Sm.) Veldkamp

## Vrste
1. Urochloa adspersa (Trin.) R.D.Webster
2. Urochloa advena (Vick.) R.D.Webster
3. Urochloa albicoma (Swallen & García-Barr.) Morrone & Zuloaga
4. Urochloa arizonica (Scribn. & Merr.) Morrone & Zuloaga
5. Urochloa arrecta (Hack. ex T.Durand & Schinz) Morrone & Zuloaga
6. Urochloa atrisola R.D.Webster
7. Urochloa bovonei (Chiov.) A.M.Torres & C.M.Morton
8. Urochloa brachyura (Hack.) Stapf
9. Urochloa brevispicata (Rendle) Sosef
10. Urochloa brizantha (A.Rich.) R.D.Webster
11. Urochloa burmanica (Bor) Veldkamp
12. Urochloa caboverdeana (Conert & C.Köhler) Veldkamp, Potdar & S.R.Yadav
13. Urochloa chennaveeraiana (Basappa & Muniy.) Ashal. & V.J.Nair
14. Urochloa ciliatissima (Buckley) R.D.Webster
15. Urochloa clavipila (Chiov. ex A.Rich.) Sosef
16. Urochloa comata (A.Rich.) Sosef
17. Urochloa decumbens (Stapf) R.D.Webster
18. Urochloa deflexa (Schumach.) H.Scholz
19. Urochloa dictyoneura (Fig. & De Not.) Veldkamp
20. Urochloa discifera (E.Fourn.) Morrone & Zuloaga
21. Urochloa distachyos (L.) Nguyen
22. Urochloa distachyoides (Stapf) Sosef
23. Urochloa dura (Stapf) A.M.Torres & C.M.Morton
24. Urochloa echinolaenoides Stapf
25. Urochloa eminii (Mez) Davidse
26. Urochloa falcifera (Trin.) Zon
27. Urochloa foliosa (R.Br.) R.D.Webster
28. Urochloa fusca (Sw.) B.F.Hansen & Wunderlin
29. Urochloa fusiformis (Reeder) Veldkamp
30. Urochloa gilesii (Benth.) Hughes
31. Urochloa glumaris (Trin.) Veldkamp
32. Urochloa holosericea (R.Br.) R.D.Webster
33. Urochloa humbertiana (A.Camus) Voronts.
34. Urochloa humidicola (Rendle) Morrone & Zuloaga
35. Urochloa hybrida (Basappa & Muniy.) Ashal. & V.J.Nair
36. Urochloa jaliscana (Santana Mich.) Espejo & López-Ferr.
37. Urochloa jubata (Fig. & De Not.) Sosef
38. Urochloa kurzii (Hook.f.) Nguyen
39. Urochloa lachnantha (Hochst.) A.M.Torres & C.M.Morton
40. Urochloa lata (Schumach.) C.E.Hubb.
41. Urochloa leersioides (Hochst.) Torres Gonz. & C.M.Morton
42. Urochloa lorentziana (Mez) Morrone & Zuloaga
43. Urochloa megastachya (Nees ex Trin.) Morrone & Zuloaga
44. Urochloa meziana (Hitchc.) Morrone & Zuloaga
45. Urochloa mollis (Sw.) Morrone & Zuloaga
46. Urochloa mosambicensis (Hack.) Dandy
47. Urochloa multiculma (Andersson) Morrone & Zuloaga
48. Urochloa munae (Basappa) Ashal. & V.J.Nair
49. Urochloa mutica (Forssk.) Nguyen
50. Urochloa nana (Stapf) Voronts.
51. Urochloa nigropedata (Ficalho & Hiern) A.M.Torres & C.M.Morton
52. Urochloa nilagirica (Bor) Ashal. & V.J.Nair
53. Urochloa oblita (Swallen) Morrone & Zuloaga
54. Urochloa occidentalis (C.A.Gardn. & C.E.Hubb.) B.K.Simon
55. Urochloa oligobrachiata (Pilg.) Kartesz
56. Urochloa oligotricha (Fig. & De Not.) Henrard
57. Urochloa olivacea Sánchez-Ken
58. Urochloa ophryodes (Chase) Morrone & Zuloaga
59. Urochloa orthostachys (Mez) K.M.Ibrahim & P.M.Peterson
60. Urochloa ovalis (Stapf) Zon
61. Urochloa panicoides P.Beauv.
62. Urochloa pauciflora Sánchez-Ken
63. Urochloa paucispicata (Morong) Morrone & Zuloaga
64. Urochloa piligera (F.Muell. ex Benth.) R.D.Webster
65. Urochloa plantaginea (Link) R.D.Webster
66. Urochloa platyphylla (Griseb.) R.D.Webster
67. Urochloa platyrrhachis C.E.Hubb.
68. Urochloa polyphylla (R.Br.) R.D.Webster
69. Urochloa praetervisa (Domin) Hughes
70. Urochloa pseudodichotoma (Bosser) Voronts.
71. Urochloa pubigera (Roem. & Schult.) R.D.Webster
72. Urochloa ramosa (L.) Nguyen
73. Urochloa remota (Retz.) Ashal. & V.J.Nair
74. Urochloa reptans (L.) Stapf
75. Urochloa reticulata (Stapf) Sosef
76. Urochloa rudis Stapf
77. Urochloa rugulosa (Stapf) Sosef
78. Urochloa ruziziensis (R.Germ. & C.M.Evrard) Crins
79. Urochloa sclerochlaena Chiov.
80. Urochloa semiundulata (Hochst. ex A.Rich.) Ashal. & V.J.Nair
81. Urochloa semiverticillata (Rottler) Ashal. & V.J.Nair
82. Urochloa serrata (Thunb.) Sosef
83. Urochloa serrifolia (Hochst.) Zon
84. Urochloa setigera (Retz.) Stapf
85. Urochloa stapfiana (Basappa & Muniy.) Ashal. & V.J.Nair
86. Urochloa stigmatisata (Mez) K.M.Ibrahim & P.M.Peterson
87. Urochloa stolonifera (Gooss.) Chippind.
88. Urochloa subquadripara (Trin.) R.D.Webster
89. Urochloa subulifolia (Mez) A.M.Torres & C.M.Morton
90. Urochloa supervacua (C.B.Clarke) Noltie
91. Urochloa tanimbarensis (Ohwi) Veldkamp
92. Urochloa texana (Buckley) R.D.Webster
93. Urochloa trichopodioides (Mez & K.Schum.) S.M.Phillips & S.L.Chen
94. Urochloa trichopus (Hochst.) Stapf
95. Urochloa turbinata (Van der Veken) Sosef
96. Urochloa urochlooides (S.L.Chen & Y.X.Jin) comb.ined.
97. Urochloa venosa (Swallen) Morrone & Zuloaga
98. Urochloa villosa (Lam.) Nguyen
99. Urochloa whiteana (Domin) R.D.Webster
100. Urochloa wittei (Robyns) Sosef
101. Urochloa xantholeuca (Schinz) H.Scholz